# Rudolf Zamrzla
Rudolf Zamrzla (Rokycany, bij Pilsen, 21 januari 1869 – Praag, 4 februari 1930) was een Tsjechisch componist, muziekpedagoog en dirigent

## Levensloop
Zamrzla studeerde aan het Conservatorium van Praag. Na zijn studium was hij tot 1902 militaire kapelmeester in Rusland. Vanaf 1902 werd hij dirigent van het orkest van het Nationaltheater in Praag. Aan het Conservatorium van Praag was hij een bepaalde tijd ook professor voor compositie. Hij heeft zich veel ingezet voor de verbreiding van de opera's van Richard Wagner en Richard Strauss in Tsjechië. 
Als componist schreef hij werken voor orkest, harmonieorkest en toneelwerken.

## Composities

### Werken voor orkest
- 1920 Symfonie c mineur, op. 20
- 1922 Bacchus, symfonisch gedicht, op. 21
- 1924 Východ, symfonische suite
- 1927 Symfonie nr. 2 d mineur op. 29

### Werken voor harmonieorkest
- Gondoliéra

### Missen en andere kerkmuziek
- Missa solemnis

### Muziektheater
- 1912 Eine Hochzeitsnacht
- 1915 Simson
- 1926 Judas Ischariot
- Coronation of Libuse

## Publicaties
- Rudolf Zamrzla: Druhé čtvrtstoletí české hudby, Praha, F. A. Urbánek, 1927.
- Rudolf Zamrzla: Nauka o instrumentaci pro dechovou hudbu, Praha, Fr. A. Urbánek, 1929.